# アキヒト・バヌアツ
アキヒト・バヌアツ (Akihito vanuatu) とは、ハゼ科アキヒト属に属する魚類の1種

## 概要
アキヒト・バヌアツは、2007年に Ronald E. Watson 、Philippe Keith 、Gérard Marquet によって発見された。3人はこのハゼが新属新種に属することを特定し、この種をアキヒト属 (Akihito) と記載し、アキヒト・バヌアツをタイプ種とした。学名の属名 "Akihito" は、ハゼの研究者としても知られている日本の第125代天皇明仁に対する献名、種小名 "vanuatu" は発見場所のバヌアツに由来している。またこれに由来し、英名は "Vanuatu's emperor" 、フランス語名は "L'empereur du Vanuatu" と呼ばれる。

## 生態
アキヒト・バヌアツの体長は3.9cmから4.3cmと小さい。アキヒト・バヌアツはバヌアツのアンバエ島 (Ambae Island) とペンテコスト島 (Pentecost Island) に生息している。アンバエ島では標高70m、ペンテコスト島では標高300mで発見されている。生息個体数は不明であるが、レッドリストでの評価は最も低い軽度懸念に分類されている。
アキヒト・バヌアツは淡水生で、普段は2つの島を流れる川の中に生息している。普段は岩の多い川床にいるが、乾季で流量が少なくなった時には岩に囲まれて一時的に生じた水たまりの中にいる。食性はヒメヌマエビ属の甲殻類や水生昆虫を食べている事がわかっている。繁殖時は淡水から離れ海に移動するが、移動には大雨が必要である。幼体は卵から孵化するのに24時間を要する。